# GAZ-3111 Wolga
Der GAZ-3111 Wolga (russisch ГАЗ-3111 Волга) ist ein Automobil, das von 1998 bis 2004 vom Hersteller Gorkowski Awtomobilny Sawod (GAZ) in Nischni Nowgorod hergestellt wurde.
Als indirekter Ersatz für den GAZ-3105 Wolga sollte er nie ein direkter Teil der Wolga-Familie werden, sondern war als etwas gehobeneres Fahrzeug gedacht. Der GAZ-3111 sollte im Jahr 2000 auf den Markt kommen, aber der neue Eigentümer des Werks, Oleg Deripaska, war von der Optik des Fahrzeugs nicht beeindruckt und der hohe Preis verhinderte jegliches Verkaufsinteresse, so dass 428 Exemplare als Vorproduktionscharge gebaut wurden. Das Auto beeinflusste jedoch die nächste Modellgeneration des Wolga – den GAZ-31105 Wolga.

## Geschichte
Der GAZ-3111 sollte serienmäßig über ABS, Servolenkung, Klimaanlage, Automatikgetriebe, V6- und V8-Motoren sowie eine Lederausstattung verfügen. Das äußere Design war neu und enthielt viele vom GAZ M-21 Wolga beeinflusste Retro-Stilelemente, die in Zusammenarbeit mit einem in den USA ansässigen Unternehmen entwickelt wurden. 
Allerdings stiegen die Produktionskosten, einige Teile mussten zumindest anfangs von älteren Modellen übernommen werden, wie beispielsweise die Achse des GAZ-14 Tschaika. Den Vorserienmodellen fehlte das Automatikgetriebe, und der Motor war derselbe ZMZ-4062.10, der auch im GAZ-3110 Wolga verbaut war.
Erstmals im Jahr 1998 gezeigt, sollte die Produktion im Jahr 2000 mit der Auslieferung von 53 Fahrzeugen beginnen. GAZ plante eine Produktion von 25.000 Fahrzeugen pro Jahr. Aber nur 342 wurden im Jahr 2001 und 20 im Jahr 2002 ausgeliefert, weitere neun im Jahr 2004, bevor die gesamte Produktion eingestellt wurde. Der GAZ-3111 war hinsichtlich Marketing und Nachfrage ein Fehlschlag. Der hohe Grundpreis und der schlechte Ruf, den die Marke Wolga in den 1990er Jahren hatte, führten dazu, dass diejenigen, die es sich leisten konnten, sich für ein ausländisches Auto wie die Mercedes-Benz E-Klasse oder den BMW 5er entschieden.

## Daten
Für 1999 sind verschiedene Motoren angegeben. Die Vierzylinder-Ottomotoren hatten wahlweise 2287 cm³ Hubraum und 110 kW oder 2463 cm³ Hubraum und 121 kW. Der V8-Motor hatte 3380 cm³ Hubraum und leistete 125 kW. Daneben gab es einen Turbodiesel als Vierzylinder. Er hatte 2134 cm³ Hubraum und 84 kW Leistung.
Die Fahrzeuge waren 494 cm lang, 180 cm breit und 148 cm hoch. Der Radstand betrug 280 cm und die Spurweite 152 cm. Die Fahrzeuge wogen ab 1500 kg.
Einzige Karosseriebauform war eine viertürige Limousine mit fünf Sitzen.